# Radama Ier
Radama Ier, né vers 1793 et mort le 27 juillet 1828, est un monarque malgache. Il règne sur le royaume de Madagascar de 1810 à 1828. Cette période est marquée par une consolidation du jeune royaume et une affirmation diplomatique vis-à-vis des puissances européennes et locales.

## Biographie

### Succession
Radama naît sous le nom de Ilaidama (ou Laidama) à Ambohimanga, vers 1793. Il est le fils cadet du roi Andrianampoinimerina, lequel le préféra à son frère aîné Ramavolahy pour lui succéder. Très tôt en effet, son père remarque ses qualités de meneur d'hommes, au point qu'il n'hésite pas à lui confier le commandement de la première expédition contre le royaume d'Andrantsay, dans le futur Vakinankaratra, alors qu'il n'est encore adolescent.

### Poursuite du règne paternel

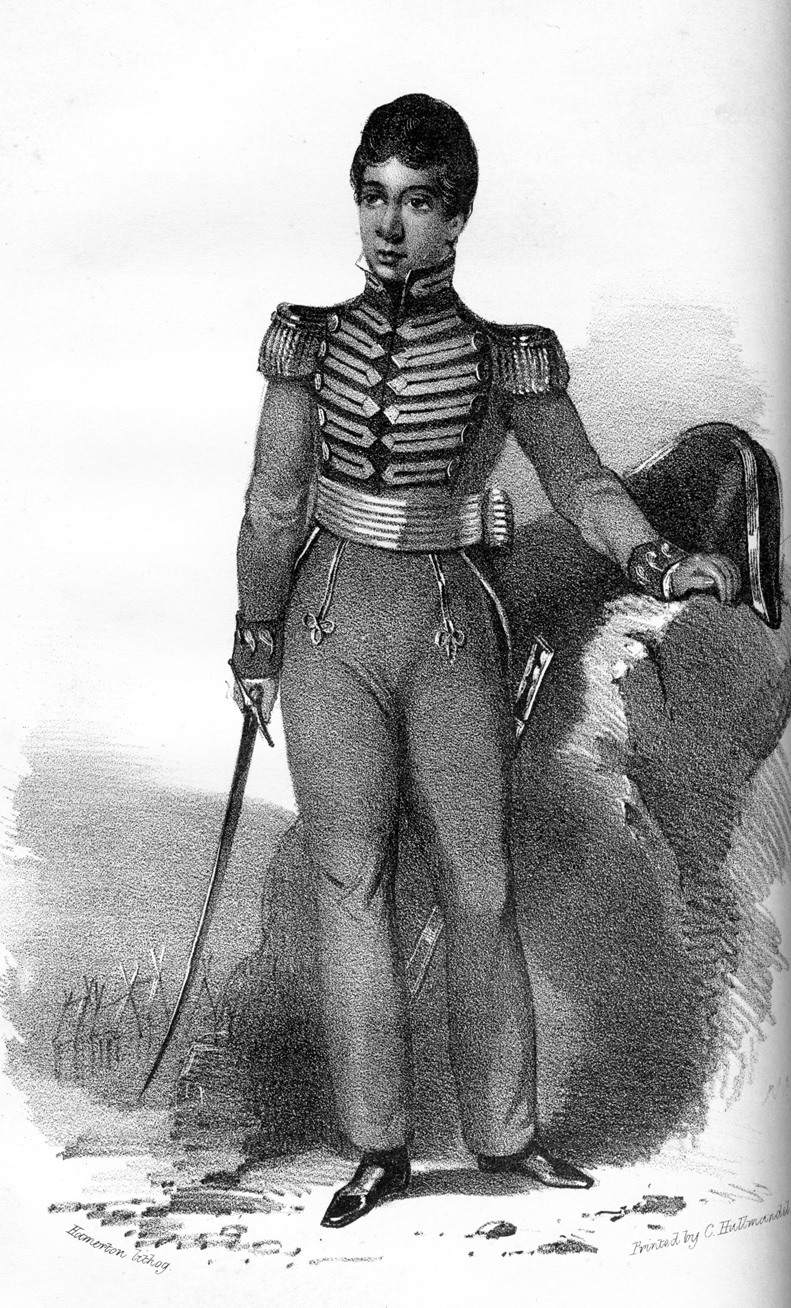
Le roi Radama au début de son règne.

Aussitôt sur le trône, après le décès de son père en 1810, Radama doit mener plusieurs expéditions (qui se révèlent victorieuses) contre les Bezanozano, les Sihanaka et des principautés betsileo qui, pensant pouvoir profiter de son inexpérience politique, tentent de retrouver pleinement leur indépendance. La preuve est donc faite que l’hégémonie de l'Emyrne est solide et il ne reste plus à Radama qu’à chercher les moyens d’accomplir le testament politique de son père, lui enjoignant de « faire de la mer la limite de son royaume » (Ny ranomasina no valam-parihiko). Autrement dit, d’étendre son autorité jusque dans les régions côtières afin de pouvoir traiter directement avec les puissances européennes. L’occasion de passer à l’action va lui être fournie par le Royaume-Uni lui-même.
Il fixe la capitale du royaume à Tananarive.

### Alliance avec le Royaume-Uni
En effet, lors de la signature du traité de Paris de 1814, la question de la possession de Madagascar par les puissances européennes avait été laissée en instance. Ceci incite Robert T. Farquhar, le gouverneur britannique de l’île Maurice à chercher l’alliance d’une puissance locale pour l'aider à contrecarrer les ambitions françaises. Ayant compris alors que le royaume d'Emyrne avait seul la possibilité de répondre à ses attentes, il dépêche auprès de Radama des missions pour le convaincre de prendre possession des principautés de la côte est, pour la plupart tenues en main par des Malato proches de la France et dont la principale activité économique semble avoir été le commerce des esclaves. Ceci paraît d’autant plus légitime à Farquhar que le Royaume-Uni avait aboli la traite négrière et s’était donnée pour mission d’empêcher les autres nations européennes de poursuivre cette pratique.
C’est ainsi que Radama se rue à la tête de ses troupes sur la côte est pour neutraliser partout la résistance des chefs locaux. Ensuite, le 23 octobre 1817, il signe avec les émissaires britanniques un accord où, en échange de l’abolition du commerce des esclaves avec les Européens, il reçoit une assistance pour moderniser son royaume. Il est en outre reconnu d’avance comme le roi de tout Madagascar.
Depuis lors, malgré un malheureux contretemps dû à l’absence momentanée de Robert Farquhar dont les engagements n’avaient pas été respectés par son remplaçant, Radama Ier peut s’assurer du soutien britannique pour l’aider à accomplir ses grands desseins.

### Européanisation du royaume

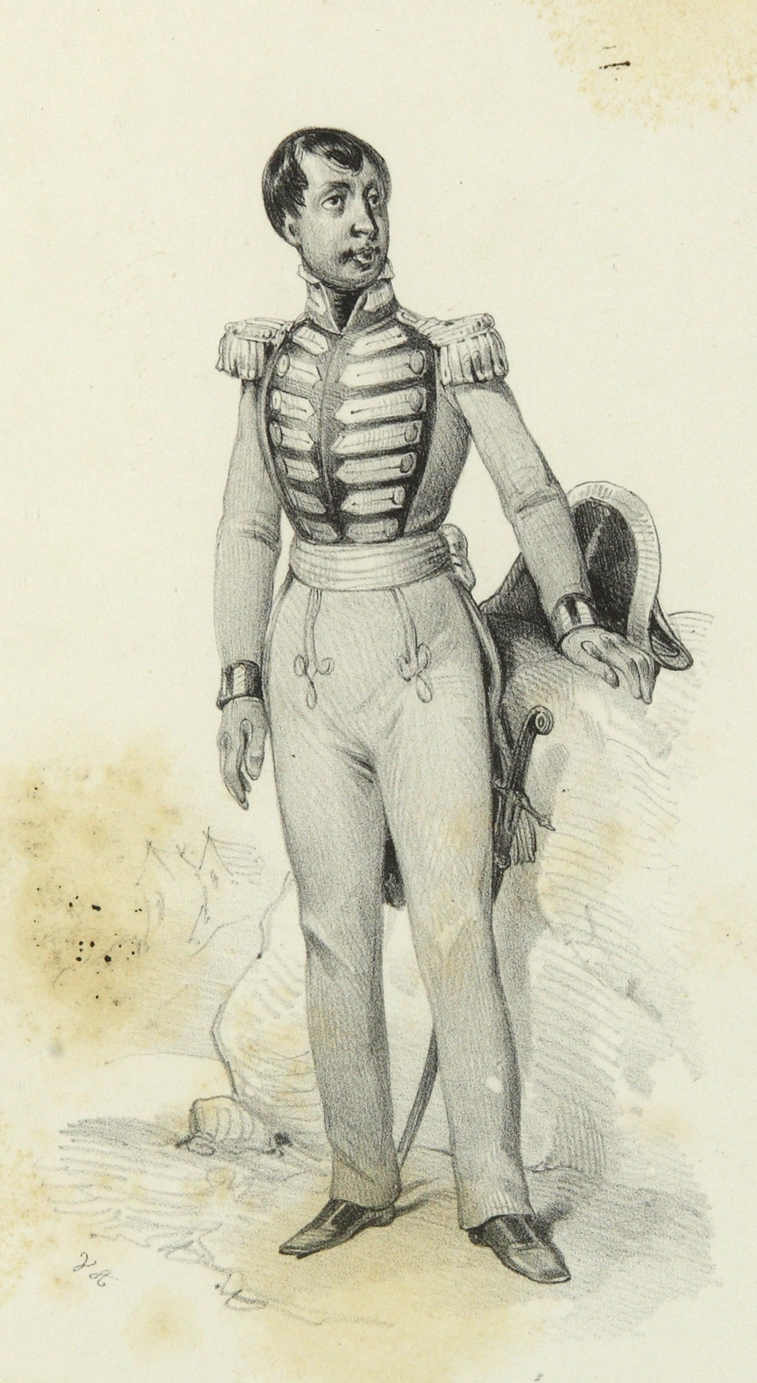
Portrait du roi Radama par Victor Adam.

Pour répandre l’éducation européenne parmi ses sujets, il met à contribution les missionnaires protestants qui s’installent à Tananarive pour ouvrir des écoles (la première commence les cours le 8 décembre 1820 au sein du palais même) et, par la suite, introduire l’imprimerie. À cette occasion, le 26 mars 1823, il décrète les règles de l’orthographe de la langue merina (devenu le « malgache » pour les Européens) en caractères latins. Il peut d’autant plus participer lui-même directement aux travaux avec les missionnaires qu’il maîtrise l’écriture arabico-malgache (sora-be) depuis longtemps et peut aussi communiquer en français (et un peu en anglais).
Cependant, en dépit de son étroite collaboration avec les missionnaires, Radama Ier lui-même n'a adhéré et n'adhèrera jamais à leurs enseignements religieux et, de son vivant, aucun de ses sujets ne s'est ouvertement converti au christianisme. Tout ce qu'il recherche auprès des Européens était la diffusion de leurs « connaissances profanes ».
Outre l’éducation de base, Radama fait aussi venir nombre d’artisans européens pour ouvrir des écoles professionnelles. Le Roi tient tellement à encourager le développement de l’enseignement que, à l’occasion, il n’hésite pas à faire passer lui-même les examens et offrir des récompenses aux plus méritants. Si bien qu’en une dizaine d’années à peine, le nombre des élèves passés par les bancs de l’école dépassent 20 000, en Imerina. Plusieurs dizaines d'étudiants sont même envoyés à l'île Maurice et au Royaume-Uni pour poursuivre leurs études.

### Modernisation de l'armée

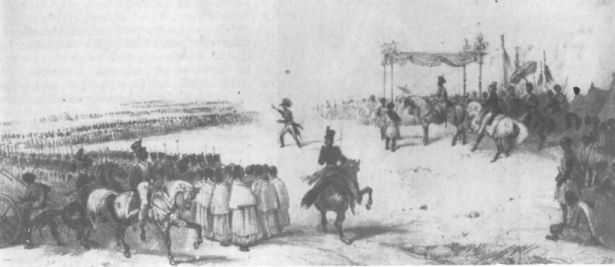
Le roi Radama Ier passant en revue ses troupes en 1825, d'après un croquis de l'époque.

Entre 1817 et 1820, les troupes de Radama Ier subissent de lourdes pertes (25 000 hommes, soit un homme sur trois, selon la tradition, lors de la deuxième campagne contre le Menabe), ce qui conduit le roi à moderniser son armée qui devient la meilleure de l’île jusqu’à l’invasion française.
En 1820, Radama Ier renouvelle le traité avec les Britanniques, et reçoit l’assistance de trois sergents étrangers promus généraux : James Hastie, un Écossais de l’armée des Indes, Brady, un mulâtre de Jamaïque et Robin, un Français déserteur de la Réunion. Il réduit les effectifs à 15 000 soldats et instaure un double système de recrutement : le volontariat, réservé aux plus riches qui peuvent acheter un fusil et un équipement moderne importé ; la conscription dans certaines provinces, permettant de mobiliser 50 % des hommes valides et de renouveler régulièrement les effectifs. Il institue une fiscalité nouvelle imposant les civils (borizano, de bourgeois) et une taxe annuelle. Il fait importer des fusils récents datant des guerres de la Révolution et de l’Empire, des canons et même des chevaux. Il instaure une hiérarchie en dix grades (voninahitra) et un règlement militaire strict.

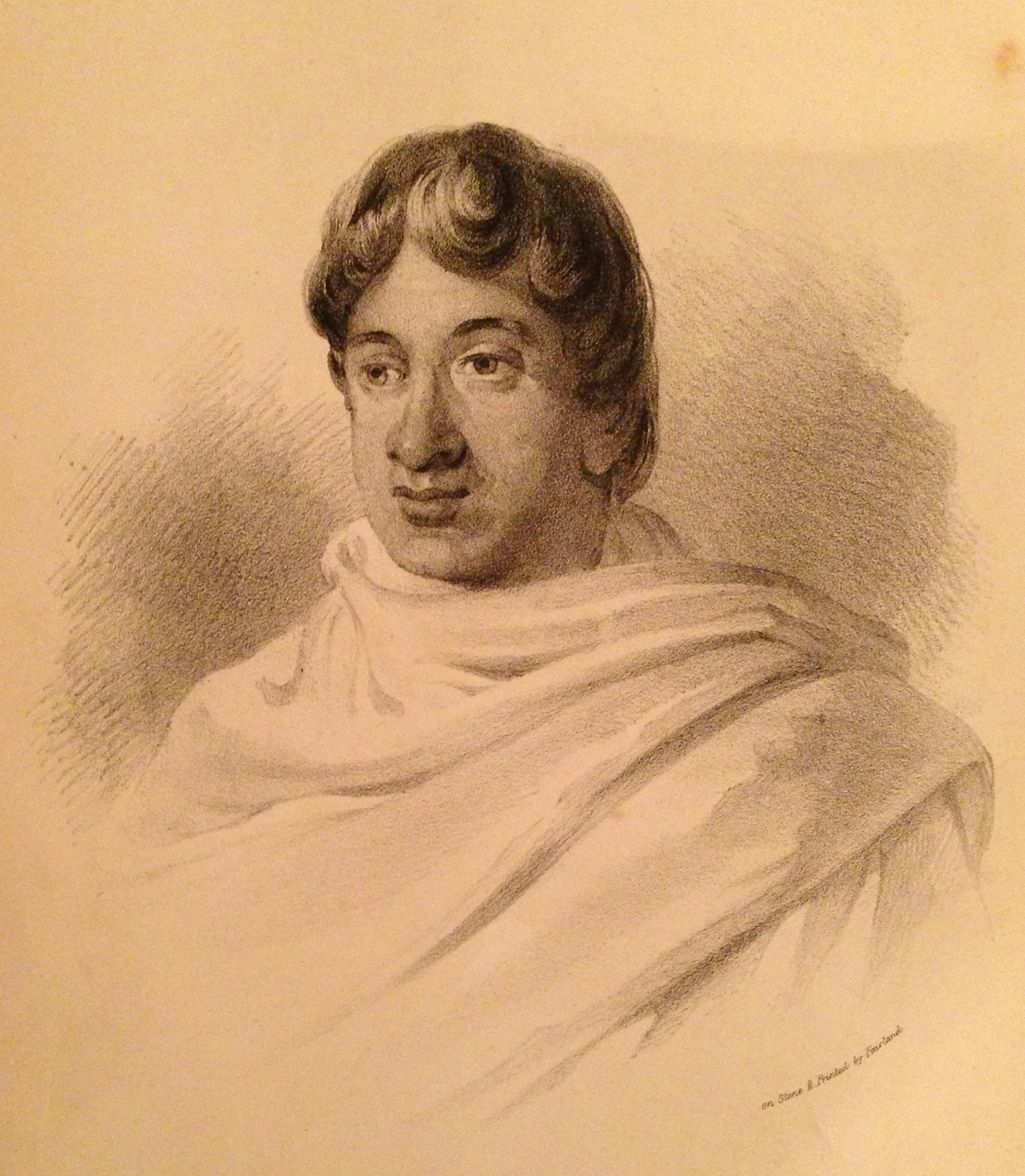
Gravure du roi Radama par William Ellis.

Avec l'aide des instructeurs européens et son armée modernisée, il peut bientôt multiplier les campagnes pour obliger les autres souverains de l’île à reconnaître son autorité, afin notamment qu'ils s'abstiennent désormais de traiter directement avec les puissances extérieures. Les seuls princes qui réussirent à s’y soustraire sont ceux des Tanala de l’Ikongo, au territoire enclavé dans la forêt, ceux du pays bara et des régions semi-désertiques de l’extrême-sud, et enfin ceux de l’Ambongo, région également très peu peuplée, sans beaucoup d’intérêt stratégique. L’essentiel de Madagascar, et en particulier tous les ports présentant quelques intérêts, étaient tombés sous le contrôle du royaume d'Emyrne, achevant l'œuvre de son père.

### Décès
À la suite d'infections contractées lors de ses multiples expéditions dans les régions insalubres du littoral, selon les uns, d'excès d'alcool (dans un état de delirium tremens), selon les autres, Radama meurt subitement à Antananarivo le 27 juillet 1828, à l’âge de trente-six ans. 
Imavo, une des épouses royales du roi Radama, aidée de quelques généraux du Royaume, se fait proclamer reine de Madagascar sous le nom de  Ranavalona Ire en écartant et même en faisant tuer les prétendants à la succession du trône.

## Ascendance
|  |                                                        |  |  |  |  |  |  |  |  |  |  |  |  |  |  |  |
|  | 8. Andriambemanjaka                                    |  |  |  |  |  |  |  |  |  |  |  |  |  |  |  |
|  |                                                        |  |  |  |  |  |  |  |  |  |  |  |  |  |  |  |
|  |                                                        |  |  |  |  |  |  |  |  |  |  |  |  |  |  |  |
|  | 4. Andriamiaramanjaka                                  |  |  |  |  |  |  |  |  |  |  |  |  |  |  |  |
|  |                                                        |  |  |  |  |  |  |  |  |  |  |  |  |  |  |  |
|  |                                                        |  |  |  |  |  |  |  |  |  |  |  |  |  |  |  |
|  | 2. Roi Andrianampoinimerina d'Imerina                  |  |  |  |  |  |  |  |  |  |  |  |  |  |  |  |
|  |                                                        |  |  |  |  |  |  |  |  |  |  |  |  |  |  |  |
|  |                                                        |  |  |  |  |  |  |  |  |  |  |  |  |  |  |  |
|  | 20. Prince Andriamifonozozoro                          |  |  |  |  |  |  |  |  |  |  |  |  |  |  |  |
|  |                                                        |  |  |  |  |  |  |  |  |  |  |  |  |  |  |  |
|  |                                                        |  |  |  |  |  |  |  |  |  |  |  |  |  |  |  |
|  | 10. Roi Andriambelomasina d'Avaradrano et Imerinatsimo |  |  |  |  |  |  |  |  |  |  |  |  |  |  |  |
|  |                                                        |  |  |  |  |  |  |  |  |  |  |  |  |  |  |  |
|  |                                                        |  |  |  |  |  |  |  |  |  |  |  |  |  |  |  |
|  | 21. Princesse Rangorinimerina                          |  |  |  |  |  |  |  |  |  |  |  |  |  |  |  |
|  |                                                        |  |  |  |  |  |  |  |  |  |  |  |  |  |  |  |
|  |                                                        |  |  |  |  |  |  |  |  |  |  |  |  |  |  |  |
|  | 5. Princesse Ranavalonanandriambelomasina              |  |  |  |  |  |  |  |  |  |  |  |  |  |  |  |
|  |                                                        |  |  |  |  |  |  |  |  |  |  |  |  |  |  |  |
|  |                                                        |  |  |  |  |  |  |  |  |  |  |  |  |  |  |  |
|  | 22. Andriampeno Randriambolanambo                      |  |  |  |  |  |  |  |  |  |  |  |  |  |  |  |
|  |                                                        |  |  |  |  |  |  |  |  |  |  |  |  |  |  |  |
|  |                                                        |  |  |  |  |  |  |  |  |  |  |  |  |  |  |  |
|  | 11. Princesse Rasoherimananitany                       |  |  |  |  |  |  |  |  |  |  |  |  |  |  |  |
|  |                                                        |  |  |  |  |  |  |  |  |  |  |  |  |  |  |  |
|  |                                                        |  |  |  |  |  |  |  |  |  |  |  |  |  |  |  |
|  | 23. Ramanitrandrianstimitovy Rasoherinaraniny          |  |  |  |  |  |  |  |  |  |  |  |  |  |  |  |
|  |                                                        |  |  |  |  |  |  |  |  |  |  |  |  |  |  |  |
|  |                                                        |  |  |  |  |  |  |  |  |  |  |  |  |  |  |  |
|  | 1. Radama Ier                                          |  |  |  |  |  |  |  |  |  |  |  |  |  |  |  |
|  |                                                        |  |  |  |  |  |  |  |  |  |  |  |  |  |  |  |
|  |                                                        |  |  |  |  |  |  |  |  |  |  |  |  |  |  |  |
|  | 6. Rabezaka                                            |  |  |  |  |  |  |  |  |  |  |  |  |  |  |  |
|  |                                                        |  |  |  |  |  |  |  |  |  |  |  |  |  |  |  |
|  |                                                        |  |  |  |  |  |  |  |  |  |  |  |  |  |  |  |
|  | 3. Princesse Rambolamasoandro                          |  |  |  |  |  |  |  |  |  |  |  |  |  |  |  |
|  |                                                        |  |  |  |  |  |  |  |  |  |  |  |  |  |  |  |
|  |                                                        |  |  |  |  |  |  |  |  |  |  |  |  |  |  |  |
|  | 7. Reine Ramanandrianjaka II d'Imarovatana             |  |  |  |  |  |  |  |  |  |  |  |  |  |  |  |
|  |                                                        |  |  |  |  |  |  |  |  |  |  |  |  |  |  |  |
|  |                                                        |  |  |  |  |  |  |  |  |  |  |  |  |  |  |  |
|  | 30. Roi Andriamananimerina I d'Imarovatana             |  |  |  |  |  |  |  |  |  |  |  |  |  |  |  |
|  |                                                        |  |  |  |  |  |  |  |  |  |  |  |  |  |  |  |
|  |                                                        |  |  |  |  |  |  |  |  |  |  |  |  |  |  |  |
|  | 15. Princesse Rabodofilankanina                        |  |  |  |  |  |  |  |  |  |  |  |  |  |  |  |
|  |                                                        |  |  |  |  |  |  |  |  |  |  |  |  |  |  |  |
|  |                                                        |  |  |  |  |  |  |  |  |  |  |  |  |  |  |  |
|  | 31. Princesse Ramorabe                                 |  |  |  |  |  |  |  |  |  |  |  |  |  |  |  |
|  |                                                        |  |  |  |  |  |  |  |  |  |  |  |  |  |  |  |
|  |                                                        |  |  |  |  |  |  |  |  |  |  |  |  |  |  |  |